# Johan Letzelter
Johan Letzelter (Montreuil, 19 september 1984) is een Frans voetballer die bij voorkeur als rechtervleugelverdediger speelt. Sinds 2014 speelt hij in de Indian Super League bij Mumbai City FC.

## Carrière

### India
Op 12 oktober 2014 maakte Letzelter zijn debuut voor Mumbai City in de verloren wedstrijd tegen Atlético de Kolkata. Zes dagen later, in de met 5–0 gewonnen wedstrijd tegen FC Pune City, maakte hij zijn eerste doelpunt in de Indian Super League.